# Jerzy Skoryna (inżynier)
Jerzy Jan Skoryna-Lipski (ur. 16 grudnia 1926 w Krakowie, zm. 28 grudnia 2010 w Meksyku) – plutonowy podchorąży NSZ i AK, uczestnik Powstania warszawskiego, inżynier, dziennikarz.

## Życiorys
Urodził się w Krakowie, w rodzinie Jana i Konstancji z domu Lipska. Ukończył powszechną Szkołę Rodziny Wojskowej, a następnie gimnazjum Ojców Marianów na warszawskich Bielanach. Wstąpił w szeregi Narodowych Sił Zbrojnych – brał udział w transporcie broni, kolportażu prasy podziemnej oraz rozbrajaniu żołnierzy niemieckich. W 1944 uczestniczył w konspiracyjnym kursie Szkoły Podchorążych i otrzymał stopień kaprala podchorążego.
W czasie Powstania Warszawskiego walczył w zgrupowaniach „Harnaś”, „Chrobry II” w kompanii „Warszawianka”. Ranny we wrześniu, awansowany do stopnia plutonowego podchorążego. W niewoli niemieckiej w obozach w Ożarowie, Łambinowicach, Sandbostel i Lubece. Po wyzwoleniu z ostatniego obozu, poprzez Niemcy, Holandię, Belgię i Francję dostał się do Włoch i zaciągnął się do II Korpusu.
19 października 1946, jako członek załogi lotniskowca HMS „Queen”, przybył do Montrealu, a następnie przez Kanadę oraz USA dotarł do Meksyku, gdzie przebywał jego ojciec Jan.
W Meksyku uzyskał wyższe wykształcenie na uniwersytecie Uniwersytecie Panamerykańskim na wydziale Inżynierii Przemysłowej oraz Filozofii Socjalnej i Polityki.

## Działalność polonijna
Dzięki jego staraniom i przychylności księdza prymasa Meksyku kard. Miguela Dario Miranda y Gomeza i przy poparciu Prymasa Polski ks. Kard. Stefana Wyszyńskiego oraz rządu polskiego w Londynie dnia 3 maja 1959, Polska jako jedyny kraj Europy została poświęcona Matce Bożej z Guadelupe, Królowej Meksyku.
W następnym roku dzięki jego staraniom udało się wybudować w Meksyki kościół parafialny pod wezwaniem Matki Bożej Częstochowskiej.
Pragnieniem Prymasa kard. Wyszyńskiego było aby w Polsce wybudować świątynię pod wezwaniem Matki Bożej z Guadalupe, Królowej Meksyku. Kościół i parafia została powołana w 1981 w podwarszawskich Laskach.
Jerzy Skoryna był inicjatorem wielu polskich pomników na ziemi meksykańskiej:
- popiersie płk Stanisława Skarżyńskiego w Galerii Sławnych Lotników,
- w bazylice guadelupiańskiej pamiątkowa tablica z Orłem Polskim na pamiątkę konsekracji z 3 maja 1959,
- na głównej stołecznej alei postawiono pomnik Ignacego Jana Paderewskiego,
- w pobliskim parku pomnik Mikołaja Kopernika,
- w szpitalu Narodowym popiersie Marii Skłodowskiej-Curie,
- stworzył Instytut Studiów Kultury i Społeczeństw Europejskich,
Przetłumaczył na język hiszpański:
- "Armia Krajowa"; gen. T. Bór Komorowski,
- "Zaproszenie do Moskwy" oraz "Katyń"; Z. Stypułkowski,
- "Zbrodnia Katyńska w świetle dokumentów"; gen. W. Anders,
- "W imieniu Kremla"; S. Korboński

Był delegatem z Londynu na Meksyk Stowarzyszenia Polskich Kombatantów, oraz Koła Byłych Żołnierzy Armii Krajowej i przedstawicielem Unii Stowarzyszeń i Organizacji Polskich Ameryki Łacińskiej - USOPAŁ.

## Ordery i odznaczenia
- Krzyż Oficerski Orderu Odrodzenia Polski
- Krzyż Kawalerski Orderu Odrodzenia Polski
- Krzyż Walecznych
- Krzyż Armii Krajowej
- Medal Wojska - czterokrotnie
- Warszawski Krzyż Powstańczy
- Złoty Prymasowski Medal „Zasłużonemu w Posłudze dla Kościoła i Narodu”
- Odznaka Weterana Walk o Niepodległość
- Złota Odznaka Honorowa SPK (Stowarzyszenie Polskich Kombatantów)
- brytyjski Medal Wojny 1939–1945
- meksykańskie odznaczenia - Polonia Semper Fidelis,
- Komandoria z Gwiazdą de los Defensores de la Patria con Estrelia”[2].